# Spider-Man: Toxic City
Spider-Man: Toxic City — компьютерная игра в жанре экшен 2009 года, основанная на серии комиксов Ultimate Spider-Man авторства Брайана Майкла Бендиса и Марка Багли о популярном супергерое компании Marvel Comics Человеке-пауке, действие которых разворачивается во вселенной Ultimate Marvel. Toxic City была создана Gameloft Inc. и издана Gameloft S.A. для платформ Android, BlackBerry, J2ME. Помимо Человека-паука и его альтер-эго Питера Паркера, игрок также управляет его возлюбленной Мэри Джейн Уотсон.
По сюжету, Человек-паук вступает в конфронтацию со своим заклятым врагом Зелёным гоблином, который намеревается превратить жителей Нью-Йорка в мутантов и захватить власть над городом. Для этого он заключает союз с другими опасными суперзлодеями, каждый из которых имеет личные счёты с супергероем. Противостояние осложняют роботы-охотники, созданные корпорацией «Роксон» в рамках сотрудничества с редактором газеты The Daily Bugle Джеем Джоной Джеймсоном. Супергерой намеревается не только защитить свой родной город, но и сдержать обещание, данное Мэри Джейн.
Toxic City получила смешанные, преимущественно положительные отзывы от критиков и игроков. Наиболее высоко была оценена графика, однако критике подвергся игровой процесс.

## Игровой процесс

Человек-паук сражается с боссом Шокером; «паучье чутьё» над головой героя предупреждает его об атаке противника

Toxic City — это сайд-скроллер, стилизованный под комиксный стиль художника Марка Багли, одного из авторов серии Ultimate Spider-Man. Повествование разворачивается через создававшиеся на движке игры кат-сцены и диалоговые окна. Во время загрузочного уровня появляется экспозиция, с помощью которой игрок узнаёт завязку каждого нового уровня. Всего в игре 13 уровней. Между сюжетными уровнями появляются бонусные этапы, на которых игрок за ограниченное время собирает золотых пауков, которые можно потратить на улучшение способностей персонажа; их в игре — 4. Помимо пауков, на уровнях встречаются другие эмблемы: большие и маленькие сердца, восстанавливающее здоровье протагониста, маски, увеличившие количество жизней, открывающие специальные атаки звёзды, а также комиксы в количестве 28 штук; если игрок соберёт все комиксы откроется Человек-паук в симбиотическом костюме Венома, за которого впоследствии можно перепройти сюжетную кампанию.
Игрок управляет супергероем Человеком-пауком и его альтер-эго Питером Паркером; ещё одним игровым персонажем является возлюбленная главного героя Мэри Джейн Уотсон, за которую игроку предстоит пройти единственный уровень основного сюжета — передвигаясь на мотоцикле он должен объехать встречающиеся на пути машины. Человек-паук передвигается по закрытым локациям как по земле, так и в воздухе с помощью раскачивания на паутине и прыжков — обычных и двойных. Также супергерой в состоянии ползать по стенам — в этом случае он становится спиной к игроку и передвигается сверху-вниз, справа-налево и по диагонали; при этом враги на крышах бросают в него ящики которые выбивают героя из равновесия в случае попадания. В бою протагонист комбинирует удары руками и ногами и может продолжить серию ударов в воздухе, предварительно подбросив оппонента. Также он может бросать ящики и опутывать врагов паутиной. Когда герою угрожает опасность, над его головой возникает «паучье чутьё», и, вовремя среагировавший игрок, получает возможность избежать урона. По мере прохождения Человек-паук противостоит различным уличным преступникам, роботам корпорации «Роксон» и мутантам Зелёного гоблина. Как и в случае с другими играми в жанре beat ’em up, враги нападают с обеих сторон и перемещаются по всему экрану, атакуют как на ближней дистанции с помощью кулаков и сподручных средств, так и на дальней, применяя огнестрельное оружие и бросая в героя ящики. На некоторых уровнях появляются боссы, обладающие специальными атаками и большим количеством очков здоровья.

## Сюжет

### Персонажи и сеттинг
Действие игры разворачивается во вселенной Ultimate Marvel; здесь Питер Паркер по-прежнему является учащимся старшей школы Мидтауна, живёт в Куинсе со своей овдовевшей тётей Мэй Паркер, встречается с одноклассницей Мэри Джейн «ЭмДжей» Уотсон и работает веб-дизайнером в популярной городской газете The Daily Bugle, возглавляемой редактором Джеем Джоной Джеймсоном. За время своей супергеройской карьеры он уже сталкивался с главой специализирующейся на разработке передовых технологий компании «Oscorp» Норманом Озборном и его альтер-эго Зелёным гоблином, обезумевшим учёным Отто Октавиусом, тело которого срослось с шестью кибернетическими конечностями, контролирующим электричество мутантом Электро, обладателем высокотехнологичного экзоскелета Н.О.С.О.Р.О.Г.ом, наёмником с оснащённой крыльями боевой бронёй Стервятником и мелким грабителем Шокером, вооружённым вибро-шоковыми перчатками.

### История
В своей секретной лаборатории на Манхэттене Норман Озборн подвергает мирных людей воздействию экспериментального газа, который превращает их в мутантов. В это время Человек-паук патрулирует город и попадает в эпицентр охватившего улицы Нью-Йорка хаоса. Победив нескольких преступников, Паркер сталкивается с Шокером. Тот также терпит поражение; по его же собственному признанию, не он является зачинщиком беспорядков. На пути супергероя встаёт Н.О.С.О.Р.О.Г., после победы над которым Человек-паук отправляется в старшую школу Мидтауна, где его ждёт Мэри Джейн. Между молодыми людьми происходит ссора из-за того, что Питер опоздал на дискотеку. Паркер не успевает совладать с мыслями, так как на школу нападают гоблиноподобные мутанты во главе с Зелёным гоблином. Последний, в конечном итоге отступает, а Питер возвращается домой, где узнаёт из новостей, что Джей Джона Джеймсон заключил сделку с корпорацией «Роксон» для создания роботов-охотников, которые будут выслеживать сбежавших из тюрьмы суперзлодеев. Чтобы не допустить жертв среди мирного населения, Человек-паук решает взять дело в свои руки.
В городе супергерой становится свидетелем сражения между роботами-охотниками и Электро. Когда творения «Роксон» замечают его, становится ясно, что Человек-паук также является одной из их целей. Разобравшись с роботами, а затем и с Электро, Паркер замечает исходящий из здания The Daily Bugle дым и направляется в редакцию. По прибытии он видит, что за нападением стоит Н.О.С.О.Р.О.Г., который уничтожает охраняющих Джеймсона и президента «Роксон» роботов. Хотя Человек-паук спасает обоих от Н.О.С.О.Р.О.Г.а, вместо благодарности Джеймсон обвиняет его в уничтожении технологии «Роксон». Питер звонит тёте Мэй и просит её передать Мэри Джейн, что ему придётся задержаться в редакции из-за неотложных дел.
Вскоре Человек-паук выслеживает следующую цель охотников — Стервятника. Он вновь разбирается с обеими сторонами конфликта, после чего направляется в сторону полицейских сирен, которые приводят его в банк. За ограблением стоит Доктор Осьминог в сопровождении банды головорезов. Супергерой не только пресекает преступление, но и узнаёт из разговора с Октавиусом, что тот намеренно отвлекал внимание Человека-паука, чтобы дать возможность Озборну создать армию гоблинов. Проникнув в лабораторию «Oscorp» он нейтрализует приспешников Озборна и устанавливает местоположение распылителя экспериментального газа — крыши Нью-Джерси. В это время мутанты штурмуют офис The Daily Bugle.
В то время как Человек-паук вновь сражается со всеми побеждёнными им суперзлодеями, Мэри Джейн определяет его местонахождение с помощью отслеживающего устройства, которое она поместила в телефон Питера. Она добирается до него в момент сражения с Зелёным гоблином и теряет сознание от шока. Гоблин сбрасывает Паркера с крыши, однако тот выживает и отправляется за реваншем. На этот раз ему помогает превратившаяся в Демогоблина Мэри Джейн, которая и наносит последний удар Озборну. Человек-паук уничтожает распылитель, в результате чего жители города, включая Мэри Джейн, вновь становятся людьми. Питер и ЭмДжей возвращаются в школу, где между ними происходит долгожданный танец.

## Разработка
Французская компания Gameloft разработала Spider-Man: Toxic City в рамках сотрудничества с индийской компанией Reliance Mobile в 2009 году.

## Восприятие и наследие
| Иноязычные издания | Иноязычные издания |
| Издание            | Оценка             |
| ------------------ | ------------------ |
| GameSpot           | 7/10               |
| Pocket Gamer       | 4/10               |
| Mobil Gamer        | 7/10               |

Toxic City получила смешанные, преимущественно положительные отзывы от критиков и игроков. Эндрю Подольский из GameSpot назвал её «очень хорошей игрой про супергероев с видом сбоку»; к числу главных достоинств рецензент отнёс трёхмерную графику, вариативные комбо, интересную историю и дополнительный контент, а среди недостатков выделил неудобное управление и непродолжительную сюжетную кампанию. Pocket Gamer дал версии для Java ME 4 балла из 10, назвал её «одноразовой долбёжкой по кнопкам», боевую систему — «базовой», а игровой процесс — «поверхностным». Также Pocket Gamer положительно оценил визуальную составляющую игры, охарактеризовав её как «впечатляющую», благодаря «высокой детализации» уровней и «плавной» анимации, которые, тем не менее, «не смогли компенсировать проблемы геймплея». Хотя Mobil Gamer понравился сюжет игры, он сетовал на его короткую продолжительность.
В 2023 году Toxic City заняла 34-е место в списке «35 лучших игр о Человеке-пауке» по версии пользователей IGN; игра набрала 2113 голосов. Cultured Vultures поместил её на 25-е место среди «40 игры о Человеке-пауке»; рецензент назвал её «настолько простой, насколько это вообще возможно».
В 2010 году Gameloft выпустила новую игру, основанную на комиксах Ultimate Spider-Man, которая получила подзаголовок Total Mayhem.